# Mount Alford
Mount Alford ist ein 1480 m hoher und eisfreier Berg mit abgeflachtem Gipfel im ostantarktischen Viktorialand. Er ragt an der Südseite des Boggs Valley in den Helliwell Hills auf.
Der United States Geological Survey kartierte ihn anhand eigener Vermessungen und mithilfe von Luftaufnahmen der United States Navy zwischen 1960 und 1963. Das Advisory Committee on Antarctic Names benannte ihn nach dem kanadischen Geologen Montague Ewart Alford (* 1923), der für das United States Antarctic Program zwischen 1967 und 1968 auf der McMurdo-Station tätig war.